# Symbolophorus barnardi
Symbolophorus barnardi är en fiskart som först beskrevs av Tåning 1932.  Symbolophorus barnardi ingår i släktet Symbolophorus och familjen prickfiskar. Inga underarter finns listade i Catalogue of Life.